# Dalasýsla

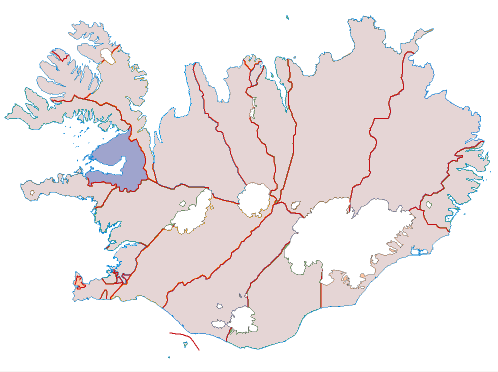
Carte de localisation de Dalasýsla

Dalasýsla est un comté islandais, situé dans la région de Vesturland.

## Municipalités
Le comté est situé dans la circonscription Norðvesturkjördæmi et comprend les municipalités suivantes :
- Dalabyggð
  - (Fellsstrandarhreppur)
  - (Haukadalshreppur)
  - (Hvammshreppur)
  - (Laxárdalshreppur)
  - (Skarðshreppur)
  - (Suðurdalahreppur)
  - (Hörðudalshreppur)
  - (Miðdalahreppur)
  - (Klofningshreppur)
  - (Skarðsstrandarhreppur)